# Norges damlandslag i ishockey
Norges damlandslag i ishockey representerar Norge i ishockey för damer.
I december 1988 deltog Norge vid den internationella turneringen Nordic Cup i Köpenhamn i Danmark, och spelade då sina första damlandskamper. Norge vann brons vid EM 1993 i Esbjerg i Danmark.